# 马克斯·伍斯纳姆
马克斯·伍斯纳姆（英語：Max Woosnam，1892年9月6日—1965年7月14日），英国男子板球、足球、网球运动员。他曾代表英国参加1920年和1924年夏季奥林匹克运动会网球比赛，获得一枚金牌和一枚银牌。